# Маріано I (суддя Кальярі)
Маріано I (італ. Mariano Iд/н — 1058) — юдик (володар) Кальярського юдикату в 1016—1058 роках.

## Життєпис
Походив з династії Лакон-гунале. Син Салусіо I, юдика Кальярі. Втім низка дослідників розглядає Маріано і Салусіо як одну особу. Висувається також гіпотеза, що до 1016 року звався Салусіо, а потім змінив ім'я на Маріано, проте це сумнівно. Разом з тим відповідно до мусульманських джерел Аль-Андалуса у 1016 році загинув правитель Каларіса (Кальярі) Малут, що узгоджується з іншими згадками про загибель юдика. На той час на Сардинії їх було 2 — Гоннаріо I з Арбореї і Салусіо з Кальярі. Тому більш імовірно, що Салусіо I 1016 року загинув у війні проти Муджахіда аль-Амірі, еміра Денії, а Маріано втік до Пізи, звідки 1017 року повернувся з військом. Є свідчення, що після цього змінив ім'я на Салусіо. 
Разом з тим у 1019 році Генріх II, імператор Священної Римської імперії, призначив Вільгельма де Массу, маркіза Корсики, юдиком Кальярі. Проте той не мав реальної влади. Це свідчить про непевні позиції Маріано I.
Згодом Маріано I до середини 1030-х років у союзі з Арборейським юдикатом, Пізою та Генуєю боронив Сардинію від флотилій Денійської тайфи. Ймовірно йому допомагали стрийки Петро і Коміт. Помер 1058 році. Йому спадкував син Орцокко Торхіторіо I.